# 魯傑羅 (虛構人物)
魯傑羅（義大利語：／）是義大利浪漫史詩《熱戀的羅蘭》與《瘋狂的羅蘭》中的主要登場角色。魯傑羅最早出現在12世紀的法蘭西史詩《阿斯普雷蒙》當中，之後又由安德烈·達·巴爾貝里諾修訂為中世紀騎士傳奇《Aspramonte》。魯傑羅被假定為費拉拉的埃斯特家族的祖先，這個義大利知名家族是阿里奧斯托與馬泰奧·馬里亞·博亞爾多的贊助者，魯傑羅在這兩人的作品中扮演了重要角色。

## 故事
魯傑羅的父親魯傑羅二世來自義大利的雷焦卡拉布里亞，是基督教的一名騎士，魯傑羅二世同時也是赫克特的後裔。母親佳拉喬拉（Galaciella）則是撒拉森王阿格朗特的女兒。佳拉喬拉武藝不凡，但她愛上了魯傑羅二世，為了嫁給他而受洗為基督徒，並與父親阿格朗特斷絕關係。有一天，魯傑羅二世被人背叛且謀殺，懷著身孕的佳拉喬拉被流放到利比亞，在岸邊生下一對雙胞胎後力竭而亡。這對雙胞胎分別是魯傑羅和瑪菲莎。非洲巫師亞特蘭特安葬了佳拉喬拉，並帶著雙胞胎回到家鄉，用母獅子的奶撫養他倆。魯傑羅自嬰兒時期起，就被亞特蘭特當成撒拉森人的戰士扶養長大。亞特蘭特對於魯傑羅而言起了強烈的保護作用，他將魯傑羅藏在非洲卡雷尼亞山頂部的一座看不見的城堡中。
魯傑羅曾和阿斯托爾福公爵一同被困在女巫阿爾奇娜的陷阱中，也曾拯救過被獻祭給水棲半獸人的公主安潔莉卡。
魯傑羅持有配劍Balisarda。在亞特蘭特被打倒後，他接收了亞特蘭特的駿鷹和魔法盾牌，其中魔法盾牌在某次不光彩的勝利後被他自己羞愧地丟棄。他也曾短暫持有原屬於安潔莉卡的魔法戒指，這枚戒指被小偷布魯內洛偷去，後被布拉達曼特搶來，又被布拉達曼特做為信物請女巫梅莉莎轉交給魯傑羅，最後在魯傑羅拯救安潔莉卡後被安潔莉卡偷走，物歸原主。
在故事的尾聲，魯傑羅和布拉達曼特終於得以重聚。然而，布拉達曼特的父母反對兩人的婚事，他們更希望女兒嫁給一位名叫雷歐（Leo）的希臘王子。於是布拉達曼特提出條件：誰有辦法在一對一的決鬥中抵擋她的攻勢，她就嫁給誰。另一邊，不知情的雷歐王子請求友人魯傑羅代替自己參加決鬥。而隱瞞身分的魯傑羅替友人取得了決鬥的勝利，也代表著可以娶走布拉達曼特的是雷歐王子。悲傷的魯傑羅打算自我了斷，但女巫梅莉莎出面解開了誤會，最終魯傑羅得以在眾人的祝福下，與布拉達曼特成婚。
魯傑羅成為了兩個預言的主題，他有兩種可能的命運，一種是皈依基督教，娶布拉達曼特為妻，成為義大利著名家族埃斯特家族的祖先。另一種是維持著撒拉森人的身分，並終將導致法蘭克王國的垮台。在得知自己的身世，知道父母皆為撒拉森所害後，魯傑羅最後走向了第一條道路，他加入了法蘭克王國的陣營，並在最後娶了布拉達曼特。

## 後世創作
- 《魯傑羅的解放（英语：La liberazione di Ruggiero）》（1625年），義大利音樂家法蘭潔絲卡·卡契尼的歌劇作品，該劇被認為是第一部由女性音樂家創作的歌劇。
- 《阿爾奇娜（英语：Alcina）》（1735年），音樂家韓德爾的歌劇作品。
- 《Hearts and Armour》（1983年），義大利電影。